# Coulomb
Pour les articles homonymes, voir Coulomb (homonymie).
Pour l’article ayant un titre homophone, voir Coulhon.
Le coulomb, de symbole C, est l'unité de charge électrique du Système international (une des unités dérivées du SI). Son nom vient de celui du physicien français Charles-Augustin Coulomb.
Le coulomb est la charge électrique (la quantité d'électricité) traversant une section d'un conducteur parcouru par un courant d'intensité d'un ampère pendant une seconde (1 C = 1 A s). Elle a remplacé l'unité franklin (notée Fr), du nom du physicien américain Benjamin Franklin, qui était en usage dans le système CGS.
1 franklin valait 3,335 64 × 10−10 C.

## Rapport avec d'autres unités et grandeurs physiques
- En technologie, on utilise une unité plus grande, l'ampère-heure (Ah) : 1 Ah = 3 600 C.

- Un coulomb équivaut à 6,241 509 629 152 65 × 1018 charges élémentaires (environ 6,24 milliards de milliards).
- réciproquement, une charge élémentaire, notée {\displaystyle e}, vaut environ 1,602 × 10−19 C. La charge de l'électron vaut {\displaystyle -e}, celle du proton et celle du positron (l'antiparticule de l'électron) {\displaystyle +e}.

On utilise aussi, en électrochimie, la constante de Faraday (notée F ; cependant ce symbole est aussi celui du farad, autre unité SI servant à mesurer la capacité électrique d'un condensateur, et il convient d'éviter la confusion), du nom du physicien britannique Michael Faraday. C'est le produit de la charge élémentaire par le nombre d'Avogadro, et représente (en valeur absolue) la charge associée à une mole d'électrons
- la constante de Faraday vaut 96 485 C/mol, c'est-à-dire qu'une mole d'électron a une charge (négative) de 96 485 coulombs (26,8 Ah).
- L'abcoulomb (abC ou aC) est aussi une ancienne unité de charge : 1 abC = 10 C.
- le volt est ce qui déplace une charge d'un coulomb avec une force de un newton sur une longueur d'un mètre.
- un volt par mètre équivaut à un newton par coulomb.
- un condensateur de 1 farad avec une charge électrique de 1 coulomb aura une différence de potentiel de 1 volt entre les plaques.

## Ordres de grandeur
D'après la loi de Coulomb, deux charges ponctuelles d'un coulomb chacune et séparées d'un mètre dans le vide exercent l'une sur l'autre une force d'environ 9 × 109 N, soit approximativement le poids terrestre d'un objet de près de 900 000 000 kg (soit 900 000 tonnes).
calcul: {\displaystyle F=k_{\mathrm {C} }\times {\frac {|Q_{\mathrm {a} }\times Q_{\mathrm {b} }|}{d^{2}}}} avec {\displaystyle Q_{\mathrm {a} }} et {\displaystyle Q_{\mathrm {b} }} les charges des deux corps a et b en coulombs, avec :
- {\displaystyle F} la force électrostatique qui s’applique entre eux ;
- {\displaystyle d} la distance qui les sépare en mètres ;
- {\displaystyle k_{\mathrm {C} }=8{,}987\,551\,787\,368\,176\,4\times 10^{9}\;\mathrm {kg\cdot m^{3}\cdot s^{-4}\cdot A^{-2}} }.

Dans la pratique, le coulomb est une unité beaucoup trop grande pour exprimer les quantités de charge statiques et est généralement remplacée par ses sous-multiples, tels que le millicoulomb (mC), le microcoulomb (μC) ou le nanocoulomb (nC).